# Seconde bataille de Mesilla
Guerre de Sécession
Batailles
Combats dans l'Arizona confédéré
- Mesilla (1re)
- Tubac
- Cooke's Canyon
- Florida Mountains
- Gallinas Mountains
- Placito
- Pinos Altos
- Canada Alamosa
- Valverde
- Stanwix Station
- Picacho Pass
- Dragoon Springs (1re)
- Dragoon Springs (2e)
- Tucson
- Mesilla (2e)
- Apache Pass
- La Paz

La seconde bataille de Mesilla est un engagement inhabituel de la guerre de Sécession. Elle s'est déroulée le 1er juillet 1862 entre les forces de l'Union et celles de la Confédération dans le territoire de l'Arizona. Une escarmouche hors de la capitale de l'Arizona confédéré de Mesilla entre un groupe confédéré et des partisans du Nouveau-Mexique pro-unionistes résistant à une expédition de fourrageage, se termine par une victoire de l'Union. Plusieurs récits rapportent de sept à douze confédérés tués dont leur commandant le capitaine Cleaver du 7th Texas Infantry et jusqu'à quarante partisans locaux.
L'arrivée du détachement avancé de la colonne de Californie sur la rive ouest du Rio Grande le 4 juillet 1862 déclenche la retraite confédérée de l'armée rebelle vers Franklin puis vers San Antonio trois jours plus tard, couverte par le bataillon de cavalerie de l'Arizona de Herbert agissant en tant qu'arrière garde.